# Друзья Эдди Койла
Это статья о фильме. Об одноимённом романе смотрите статью «Друзья Эдди Койла (роман)».
«Друзья Эдди Койла» (англ. The Friends of Eddie Coyle) — гангстерский фильм режиссёра Питера Йетса, снятый в 1973 году по мотивам одноимённого романа Джорджа Хиггинса.

## Сюжет
Эдди Койл (Роберт Митчем), стареющий мелкий уголовник из Бостона, занимается нелегальной продажей оружия. Ему грозит тюремный срок — недавно он был пойман за рулём грузовика с ворованной партией алкоголя, который он перегонял по поручению работающего на бостонскую мафию Диллона (Питер Бойл). Койл не хочет оставлять свою семью без средств к существованию и решает заключить сделку с прокуратурой, предлагая сотрудничество агенту ATF Дэйву Фоули (Ричард Джордан). На Фоули уже работает Диллон, о чём Койлу неизвестно.
Банда, которую возглавляют Джимми Скализи (Алекс Рокко) и Арти Вэн (Джо Сантос), совершает несколько банковских ограблений, используя поставляемое Койлом оружие. Койл покупает оружие через посредника по имени Джеки Браун (Стивен Китс). Покупая у него в очередной раз пистолеты, Койл узнаёт, что Джеки Браун занят серьёзным заказом — партией автоматических винтовок M16. Эдди Койл решает сдать Брауна агенту Фоули. Тот успешно проводит арест, но заявляет, что этого было недостаточно, и требует от Койла сдать ему банду грабителей банков. Койл колеблется — когда-то ему сломали пальцы на руке из-за подозрения в том, что он выдал своего покупателя. Когда он всё же решается дать Фоули информацию, агент заявляет, что Койл опоздал — ему помог другой информатор (им оказывается Диллон), и грабители уже арестованы.
С Диллоном связывается один из боссов мафии и спрашивает его мнение о Койле, выражая подозрение в том, что он мог сдать Скализи и Вэна. Диллон подтверждает подозрения и соглашается убить Койла. Когда вечером Койл приходит в бар Диллона и сильно напивается, тот предлагает ему вместе сходить на хоккейный матч. К Койлу и Диллону присоединяется молодой сообщник Диллона, которого он представляет Койлу как племянника своей жены. После матча Диллон и «племянник» предлагают сильно пьяному Койлу подвезти его. В дороге он засыпает, и Диллон убивает его выстрелом в голову.
В финальной сцене Фоули благодарит Диллона за информацию о Скализи и Вэне. Из их разговора становится ясно, что Фоули уверен в причастности Диллона к убийству Койла, но предпочитает сохранить полезного информатора.

## В ролях
| Актёр          | Роль           |
| -------------- | -------------- |
| Роберт Митчем  | Эдди Койл      |
| Питер Бойл     | Диллон         |
| Ричард Джордан | Дэйв Фоули     |
| Стивен Китс    | Джеки Браун    |
| Алекс Рокко    | Джимми Скализи |
| Джо Сантос     | Арти Вэн       |
| Митчелл Райан  | Уотерс         |

## Литературный первоисточник
Фильм был снят по опубликованному в 1972 году дебютному одноимённому роману американского писателя Джорджа Хиггинса. Книга пользовалась большим успехом — критики отметили хорошо проработанные диалоги и отказ от традиционных для жанра штампов. Ставший уже достаточно знаменитым в то время писатель Элмор Леонард, автор нескольких экранизированных криминальных романов и вестернов, назвал дебютную работу Хиггинса «лучшим криминальным романом».
Джордж Хиггинс был достаточно хорошо знаком с криминальным миром Бостона, так как несколько лет проработал помощником прокурора в Массачусетсе. Хоуи Карр, журналист и писатель, занимавшийся изучением деятельности известной бостонской криминальной группировки «Уинтер-Хилл» обнаружил определённое сходство между персонажами романа и членами этой группировки. В качестве возможного прообраза Эдди Койла он называет гангстера Билли О’Брайана, убитого в 1967 году после досрочного выхода на свободу. Прототипом Диллона, по мнению Карра, мог послужить Уайти Балджер, который тоже был информатором и использовал убийства для достижения карьерных целей. Джордж Хиггинс не подтвердил догадки Карра, заявив, что ничего не слышал о Билли О’Брайане, а Уайти не мог послужить прототипом Диллона, так как в 1972 году он был ещё одним из многих мало кому известных мелких гангстеров.

## Работа над фильмом
Во время подготовки к съёмкам Роберт Митчем искал возможность пообщаться с представителями криминальных группировок Бостона. Журналист Джордж Кимбал, работавший в то время в газете Boston Herald, утверждал, что Митчем искал встречи с известным гангстером Уайти Балджером. Билл Донкастер, в 2011 году поставивший по роману Хиггинса пьесу, выразил сомнение в том, что встреча между Митчемом и Балджером могла иметь место. По утверждению Донкастера, Митчем, скорее всего, общался с лидером группировки «Уинтер-Хилл» Хоуи Уинтером, с которым его познакомил Алекс Рокко, исполнитель роли Джимми Скализи.

## Критика
Фильм не окупился в прокате, но получил хорошие отзывы критиков сразу после выхода на экраны и продолжает оставаться одним из значительных гангстерских фильмов 1970-х.
Кинокритики Роджер Эберт и Винсент Кэнби отметили сюжетную структуру фильма — отказ от традиционных элементов остросюжетности и избыточного насилия в пользу детальной проработки истории рядового гангстера Эдди Койла, роль которого Эберт назвал одной из лучших в карьере Роберта Митчема.
Джеффри О'Брайан в статье для журнала Film Comment связывает отсутствие коммерческого успеха экранизации романа-бестселлера с принципиальной сложностью переноса создаваемого за счёт длинных диалогов нарратива на экран: «фильм получился плоским и монотонным». Помимо специфики повествовательной формы О'Брайан называет и другую причину неприятия «Друзей Эдди Койла» широкой публикой — в начале 1970-х конкуренцию фильму составляли гораздо более зрелищные криминальные триллеры: «Французский связной», «Грязный Гарри», «Убрать Картера», «Побег» и «Крёстный отец».

## Релизы
Компания Criterion Collection подготовила специальное издание фильма на DVD в 2009 году с комментариями режиссёра Питера Йетса, скончавшегося менее чем через два года после выхода диска. Переиздание на Blu-ray последовало в 2015 году.

### Комментарии
1. ↑  Уайти Балджер, которого рассматривают в качестве прототипа Диллона[3], возглавил группировку в 1979 году после ареста Уинтера.
2. ↑  Алекс Рокко (при рождении Александр Федерико Петриконе-младший) до своего переезда в Лос-Анджелес в 1962 году работал на группировку Уинтер Хилл.